# لیکس آو د نورت (میشیگان)
لیکس آو د نورت (به انگلیسی: Lakes of the North) یک منطقهٔ مسکونی در ایالات متحده آمریکا است که در شهرستان انتریم، میشیگان واقع شده‌است. لیکس آو د نورت ۴۳٫۳ کیلومتر مربع مساحت و ۹۲۵ نفر جمعیت دارد و ۳۹۳ متر بالاتر از سطح دریا واقع شده‌است.